# Joaquín Churchill
Joaquín Churchill Martínez (17 de octubre de 2002) es un deportista chileno que compite en taekwondo. Ganó una medalla de plata en los Juegos Panamericanos de 2023 y dos medallas de bronce en el Campeonato Panamericano de Taekwondo, en los años 2021 y 2024.

## Palmarés internacional
| Juegos Panamericanos    | Juegos Panamericanos    | Juegos Panamericanos | Juegos Panamericanos |
| Año                     | Lugar                   | Medalla              | Categoría            |
| ----------------------- | ----------------------- | -------------------- | -------------------- |
| 2023                    | Santiago (Chile)        | Medalla de plata     | Equipo               |
| Campeonato Panamericano |                         |                      |                      |
| Año                     | Lugar                   | Medalla              | Categoría            |
| 2021                    | Cancún (México)         | Medalla de bronce    | –74 kg               |
| 2024                    | Río de Janeiro (Brasil) | Medalla de bronce    | –80 kg               |